# Speciální jednotka

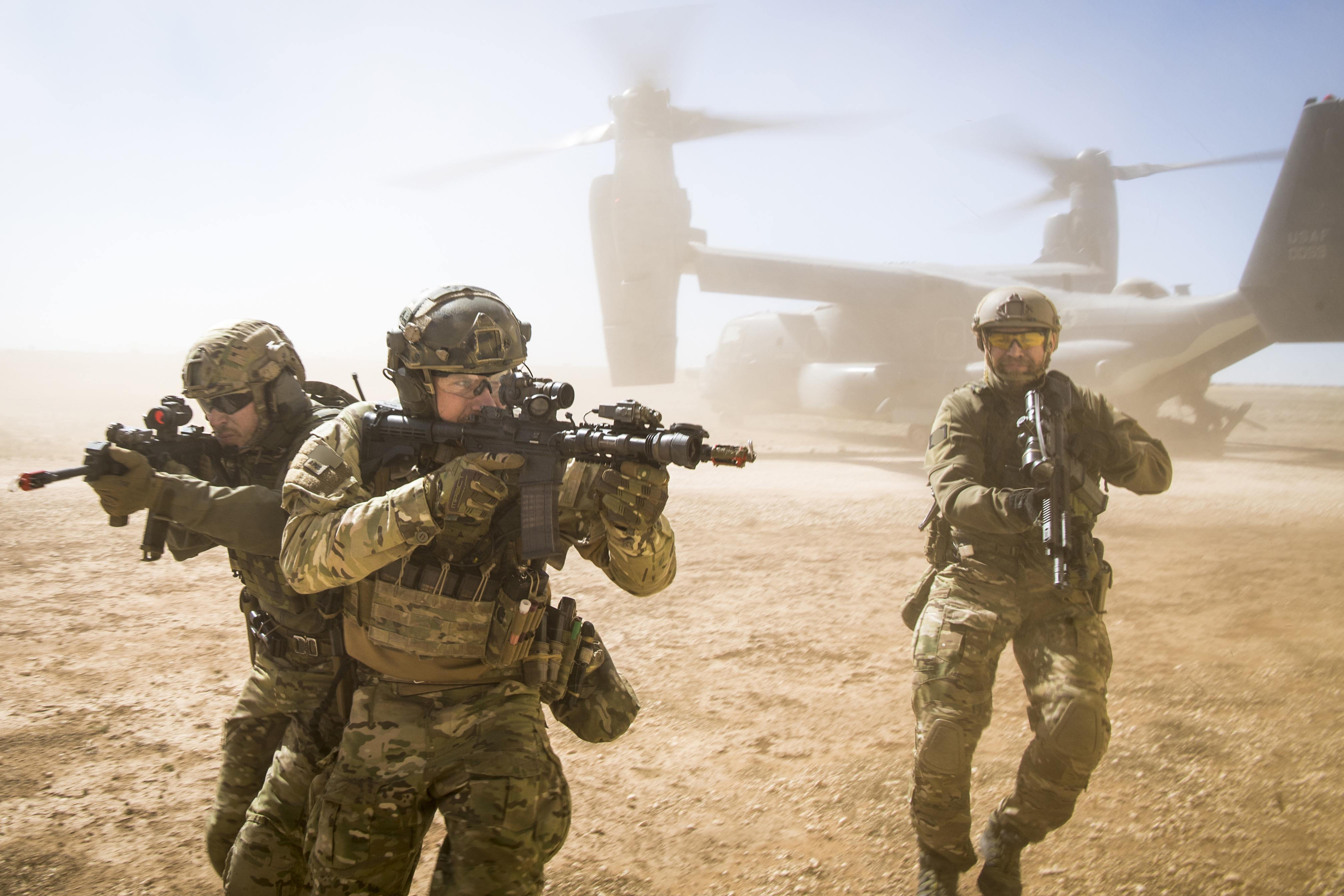
Vojáci 601. skupiny speciálních sil u CV-22 Osprey amerického letectva

Speciální jednotky a speciální operační jednotky jsou elitní vojenské týmy spadající pod ozbrojené síly, tedy armádu, námořnictvo, námořní pěchotu a letectvo, nebo policii a jiné bezpečnostní sbory. Jejich příslušníci jsou cvičeni ve vedení speciálních operací. Podle definice NATO jsou speciální operace vojenské činnosti prováděné zvláště k tomu určenými, organizovanými, cvičenými a vybavenými jednotkami sestavenými z vybraných jedinců, které používají nekonvenční taktiku, postupy a způsoby nasazení.
Speciální jednotky se objevily na počátku 20. století, s výrazným nárůstem na bojišti Druhé světové války, kdy „každá větší armáda zapojená do bojů” vytvořila formace věnované speciálním operacím za nepřátelskými liniemi. V závislosti na zemi mohou speciální jednotky vykonávat funkce, včetně výsadkových operací, protipovstaleckých operací, boje proti terorismu, zahraniční a vnitřní obrany, tajné operace, záchrana rukojmích, vysoce hodnotných cílů/pátrání po lidech, zpravodajské operace, mobilní operace a nekonvenční válčení. 
V rusky mluvících zemích se speciální jednotky jakékoli země obvykle nazývají Specnaz, což je zkratka pro „speciální účel”. Nicméně v ostatních zemích světa je termín Specnaz označení pro ruské jednotky zvláštního určení. Ve Spojených státech se termín „speciální síly” často vztahuje konkrétně na speciální jednotky americké armády, zatímco termín „síly speciálních operací” (SOF) se pro tyto typy jednotek používá šířeji. 

## Schopnosti
Mezi schopnosti speciálních sil patří: 
- Speciální průzkum a sledování v nepřátelském prostředí
- Zahraniční vnitřní obrana: výcvik a rozvoj vojenských a bezpečnostních sil jiných států
- Útočné akce
- Podpora boje proti povstalcům prostřednictvím zapojení a podpory obyvatelstva
- Protiteroristické operace
- Sabotáž a demolice
- Záchrana rukojmích

Mezi další schopnosti může patřit tělesná stráž, vodní operace zahrnující bojové potápění / bojové plavání, nalodění na moři nebo obojživelné operace; stejně jako podpora operací letectvem. 

## Historie

### Rané období

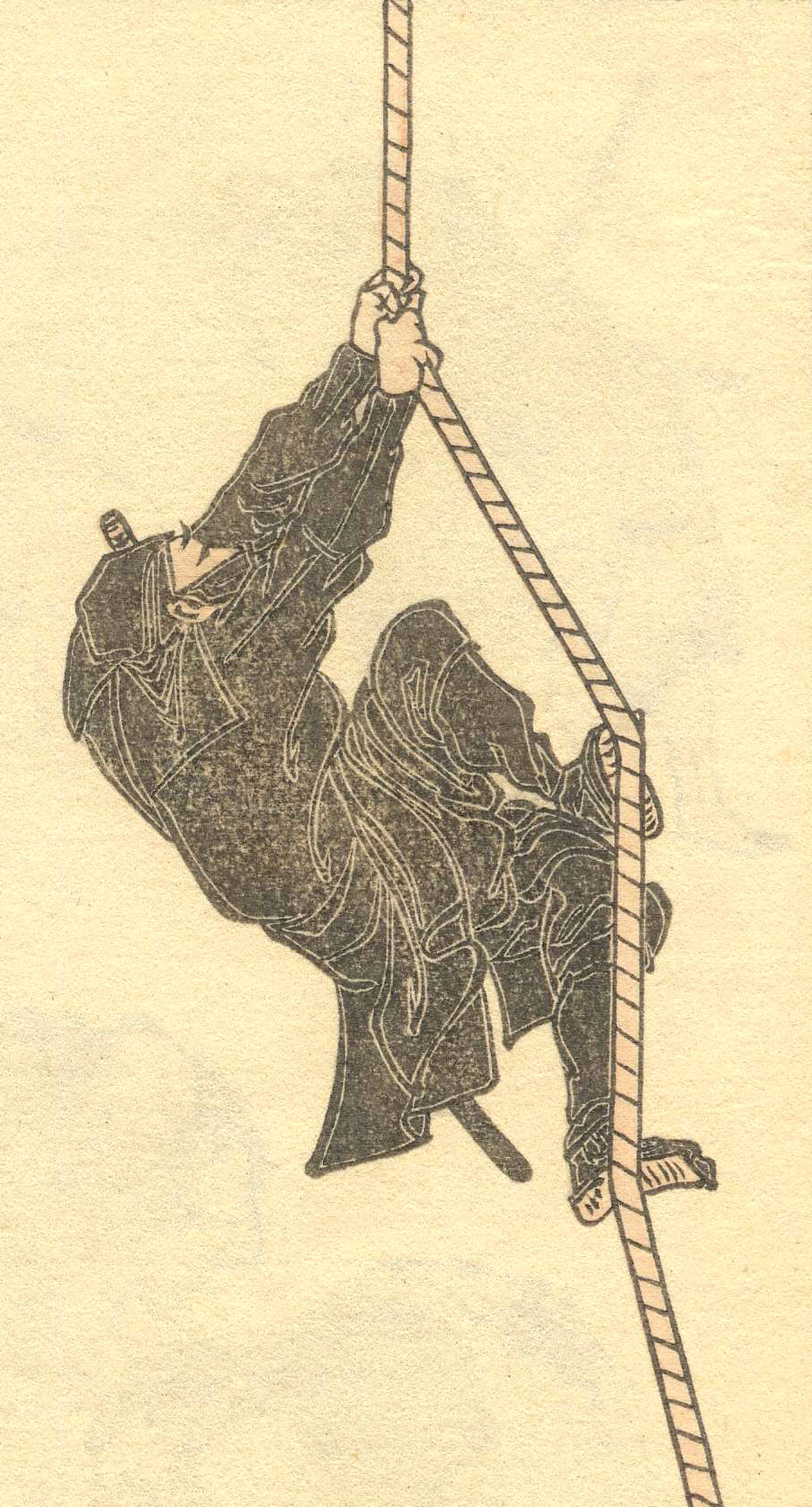
Japonská kresba archetypického Nindži ze série náčrtů (Hokusai manga) od Hokusaie

Speciální síly hrály klíčovou roli v historii válčení, kdykoli bylo cílem dosáhnout narušení „útokem a únikem” a sabotáží, spíše než tradičnějším konvenčním válčením. Další významné role spočívali v průzkumu, poskytování nezbytných zpravodajských informací z blízkosti nebo mezi nepřítelem a stále více v boji proti nepravidelným silám, jejich infrastruktuře a činnostem.
Čínský stratég Jiang Ziya ve svých Šesti tajných učeních popsal nábor talentovaných a motivovaných mužů do specializovaných elitních jednotek s funkcemi, ovládání výšek a rychlé pochody na dlouhé vzdálenosti. Hamilcar Barca (249 př. n. l.) měl specializované jednotky vycvičené k zahájení několika ofenzív denně. V pozdním římském nebo raném byzantském období římské flotily používaly malé, rychlé, maskované lodě s posádkou vybraných mužů pro průzkumné a mise typu komando. Ve středověku byly při několika příležitostech využity speciální jednotky vycvičené k provádění speciálních operací. Příkladem toho byly jednotky Geralda Nebojácného, portugalského válečníka a lidového hrdiny Reconquisty. Muslimské síly měly také námořní speciální operační síly, včetně jedné, která používala maskované lodě ke shromažďování zpravodajskych informací a zahajovací nájezdů a dalších vojáků, kteří se mohli vydávat za křižáky, kteří by pomocí lstí nastupovali na nepřátelské lodě, a pak je zajali a zničili. V Japonsku byli Nindžové využíváni k průzkumu, špionáži a jako vrazi, osobní strážci nebo strážci pevnosti nebo bojovali po boku konvenčních vojáků. Během Napoleonských válek byly vytvořeny střelecké pluky a sapérské jednotky, které zastávaly specializované role v průzkumu a potyčkách a nebyly využívány ve formálních bitevních liniích.

### První specializované jednotky

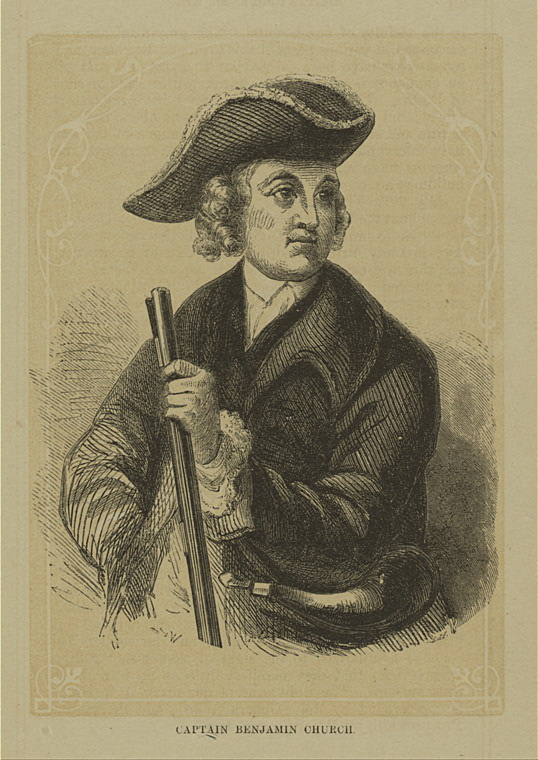
Plukovník Benjamin Church (1639–1718), otec nekonvenčního válčení a zakladatel Rangers

Mezi 17. a 18. stoletím probíhaly války mezi americkými kolonisty a indiánskými kmeny. V koloniální Americe se specializovali Rangers, které vytvořil a poprvé zmínil kapitán John Smith v roce 1622. Když se Rangers naučili hraničním dovednostem od přátelských domorodých Američanů, pomáhali provádět útočné údery „pohraniční boj” proti nepřátelským domorodcům. Tak byly vytvořeny roty Rangers, aby poskytovaly průzkum, zpravodajství a úlohu lehké pěchoty. Plukovník Benjamin Church (1639–1718) byl kapitánem první jednotky Rangers v Americe (1676). Mnoho koloniálních důstojníků přijalo filozofii stanovování Benjamina Churche a vytvořilo své vlastní jednotky Rangers.
V amerických koloniích bylo vytvoření několik rot Rangers, včetně Knowltonovi Rangers, elitní sbor Rangers, který zajišťoval průzkum a špionáž pro Kontinentální armádu George Washingtona. Daniel Morgan, byl známý jako vůdce Corps of Rangers na Rogerově ostrově, v současné Fort Edward, New York, je považován za „duchovní domov” speciálních operačních sil Spojených států, konkrétně U. S. Army Rangers. Tyto rané americké prapory lehké pěchoty byly vycvičeny podle „28 pravidel střežení”, který je známý jako první známý manuál moderních asymetrických válečných taktik používaných v moderních speciálních operacích.
Různé jednotky vojenských Rangers jako jsou United States Mounted Rangers, United States Rangers, Loudoun Rangers, 43. Virginia Rangers a Texas Military Rangers, pokračovali v průběhu 19.–20. století až do moderního zformování praporů Army Rangers ve Druhé světové válce. 

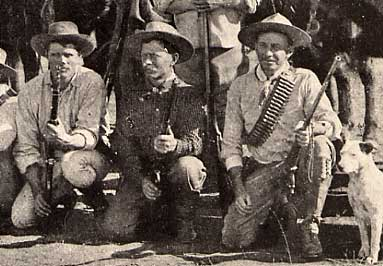
Britští armádní průzkumníci v Jižní Africe (1893)

Britská indická armáda nasadila během svých pohraničních válek dvě speciální jednotky: Corps of Guides vytvořenou v roce 1846 a Gurkhští průzkumníci (jednotka, která vznikla v 90. letech 19. století a byla poprvé nasazena jako samostatná jednotka během kampaně Tirah v letech 1897– 1898).
Během Druhé Búrské války (1899–1902) pocítila britská armáda potřebu více specializovaných jednotek. Tuto roli plnily průzkumné jednotky jako Lovatští průzkumnici, pluk skotské vysočiny složený z výjimečných zálesáků oblečených do Ghillie obleků a dobře vycvičených v umění střelby, polních řemesel a vojenských taktik. Tato jednotka byla zformována v roce 1900 lordem Lovatem a brzy byla hlášena Američanovi, majoru Fredericku Russellovi Burnhamovi, náčelníkovi průzkumníků pod vedením lorda Robertse. Po válce se Lovatští průzkumnici stali první odstřelovací jednotkou britské armády. Navíc Bushveltští karabiniéři, zformovaní v roce 1901, mohou být považovány za ranou nekonvenční vojenskou jednotku.
Lunovi ostrostřelci, také známí jako „ostrostřelci smrti” (španělsky: Tiradores de la Muerte), byla elitní jednotka vytvořená v roce 1899 generálem Antoniem Lunou, aby sloužila pod filipínskou revoluční armádou. Proslavili se tím, že bojovali tvrději než vojáci běžné filipínské armády. Většina členů této jednotky pocházela z filipínských členů staré španělské armády, kteří bojovali během filipínské revoluce.

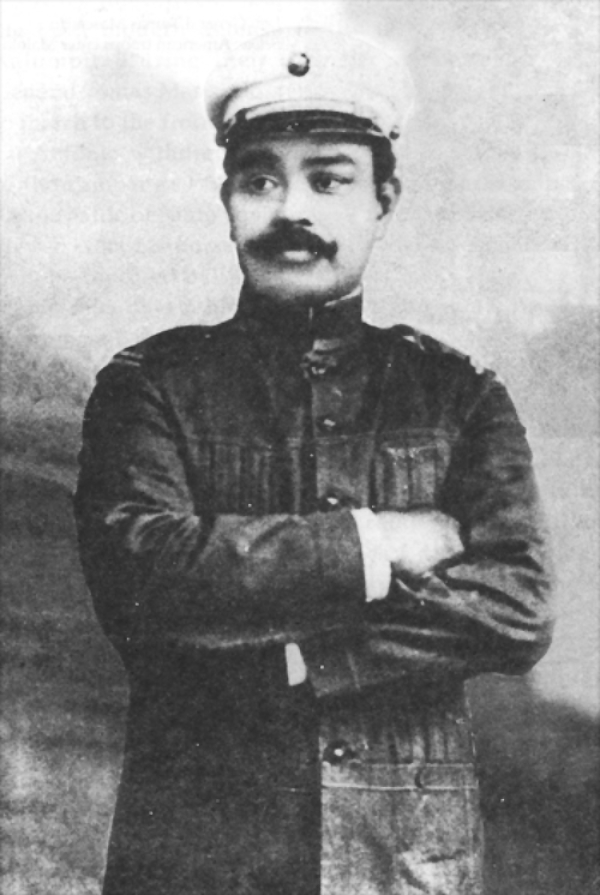
Generál Filipínské revoluční armády Antonio Luna, zakladatel Tiradores de la Muerte

Ostrostřelci se proslavili svými nelítostnými boji a prokázali svou hodnotu tím, že byli obvyklou jednotkou používanou jako hrot kopí v každé větší bitvě ve filipínsko-americké válce. V bitvě u Paye 19. prosince 1899 zabil Bonifacio Mariano, ostrostřelec pod velením generála Liceria Gerónima, generála Henryho Warea Lawtona z armády Spojených států, což z něj učinilo nejvyšší oběť v průběhu války.

### První světová válka

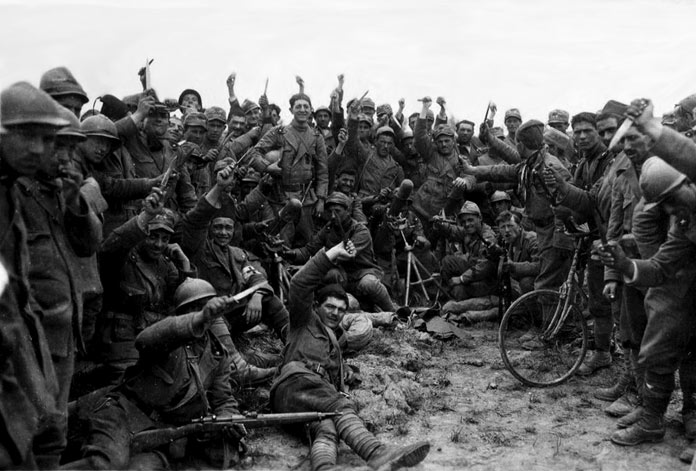
Italské Arditi

Německé Sturmtruppen a italské Arditi byly první moderní případové jednotky. Obě byly elitní útočné jednotky vycvičené na mnohem vyšší úrovni než pravidelné jednotky a jejich úkolem bylo provádět odvážné nájezdy proti nepřátelské obraně. Na rozdíl od Sturmtruppen, Arditi nebyly jednotkami v rámci pěších divizí, ale byly považovány za samostatnou vojenskou jednotku.

### Meziválečné období

#### Válka Chaco
Macharetos de Jara byl pomocný jízdní pluk, který byl organizován od 15. srpna 1932, před začátkem bitvy o Buquerón. Pluk byl rekrutován z bývalých psanců z Paraquaye, kteří bojovali proti bolivijským důstojníkům a vojákům.
50. pěší pluk (Cuchilleros de la Muerte) byl bolivijský pěší pluk, který bojoval ve válce Chaco. Pluk přezdívaný „Nože smrti” (španělsky: Cuchillos de la Muerte) se téměř výhradně spoléhal na použití čepelových zbraní, zejména bajonetů.

### Britové

#### Commandos

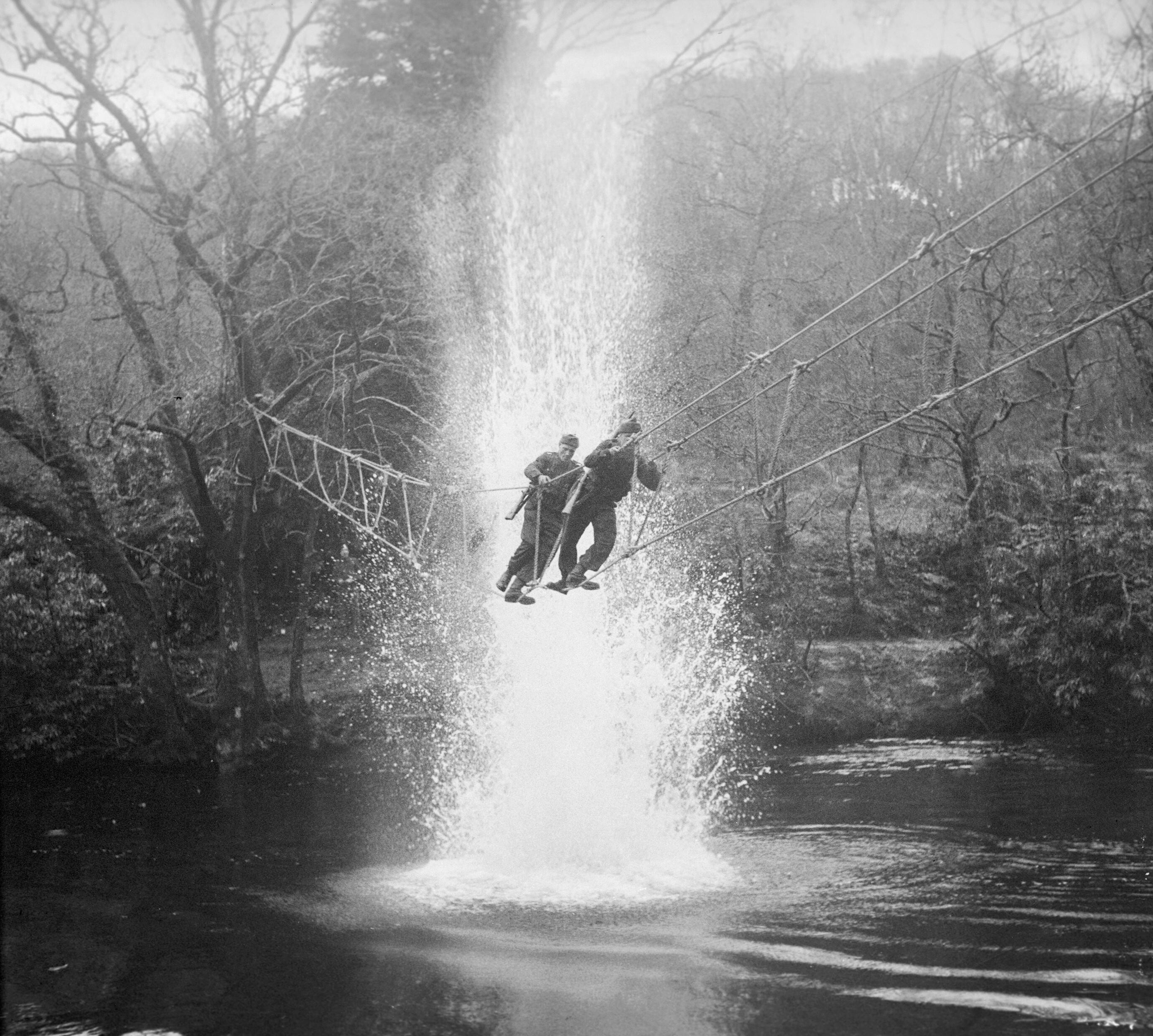
Commandos přecházející řeku pod simulovanou dělostřeleckou palbou, výcvikový tábor Achnacarry ve Skotsku, leden 1943

Moderní speciální jednotky vznikly během Druhé světové války. V roce 1940 byli britské Commandos vytvořené po výzvě Winstona Churchilla po „speciálně vycvičených jednotkách třídy lovců, kteří mohou na nepřátelském pobřeží rozpoutat vládu teroru”. Štábní důstojník, podplukovník Dudley Clarke již takový návrh předložil generálu siru Johnu Dillovi, náčelníkovi imperiálního generálního štábu. Dill, vědom si Churchillových záměrů, Clarkův návrh schválil a 23. června 1940 se uskutečnil první výpad jednotek Commandos.
Do podzimu 1940 se dobrovolně přihlásilo více než 2000 mužů a v listopadu 1940 byly tyto jednotky organizovány do brigády speciálních služeb, sestávající ze čtyř praporů pod velením brigádního generála JC Heydona. Brigáda speciálních služeb byla rychle rozšířena na 12 jednotek, které se staly známými jako Commandos. Každé komando mělo velicího důstojníka v hodnosti podplukovníka a čítalo asi 450 mužů (rozděleno do 75 mužských jednotek, které byly dále rozděleny do 15 mužských sekcí).
V prosinci 1940 byla vytvořena základna Commandos na Blízkém východě, která měla na starosti výcvik a zásobování posil jednotek Commandos v tomto prostoru. V únoru 1942 založil brigádní generál Charles Heydon základnu Commandos v Achnacarry ve Skotské vysočině. Pod velením podplukovníka Charlese Vaughana byla základna Commandos zodpovědná za výcvik kompletních jednotek a jednotlivých náhrad. Výcvikový režim byl na tu dobu inovativní a fyzicky náročný a daleko předčil běžný výcvik britské armády. Všichni zaměstnanci základny byli speciálně vybíráni a byli schopni překonat kteréhokoli z dobrovolníků. 

Commandos nosící zelený baret přistávají na pláži Sword během vylodění v Normandii, 6. červen 1944

Školení a hodnocení začalo ihned po příjezdu, přičemž dobrovolníci museli absolvovat 13 km dlouhý pochod s veškerým vybavením z železniční stanice Spean Bridge do základny Commandos. Cvičení byla vedena s použitím ostré munice a výbušnin, aby byl výcvik co nejrealističtější. Předpokladem byla fyzická zdatnost, zrychlené přesuny a boxerské zápasy ke zlepšení kondice. Rychlostní a vytrvalostní pochody byly vedeny nahoru a dolů po blízkých horských pásmech a přes útočné kurzy, které zahrnovaly zip-line přes jezero Arkaig, to vše při nošení zbraní a plného vybavení. Výcvik pokračoval ve dne i v noci přecházením řeky, horolezectvím, výcvikem se zbraněmi, bojem beze zbraně, čtením map a operacemi na malých člunech podle osnov.
Commandos dosáhla válečné síly více než 30 jednotlivých jednotek a čtyř útočných brigád a sloužila na všech válečných scénách od polárního kruhu po Evropu a od Středomoří a Středního východu po jihovýchodní Asii. Jejich operace sahaly od operací malých skupin mužů přistávajících z moře nebo na padácích až po brigády útočných jednotek, které vedly spojenecké invaze do Evropy a Asie. První moderní jednotky speciálních sil byly založeny muži, kteří sloužili u Commandos, včetně výsadkového pluku, speciální letecké služby (SAS) a speciální lodní služby (SBS). Komando č. 10 organizovaný Brity z dobrovolníků z okupované Evropy vedlo k vytvoření francouzských Commandos Marine, nizozemských sborů Commandotroepen a belgické brigádě Paracommando.

#### Special Air Service (SAS)
První moderní jednotkou speciálních sil byla Special Air Service (SAS), vytvořená v červenci 1941 z neortodoxního nápadu a plánu Davida Stirlinga. V červnu 1940 se dobrovolně přihlásil do komanda č. 8 (gardy) (později pojmenované „Layforce”). Poté, co byla Layforce rozpuštěna, Stirling zůstal přesvědčen, že kvůli mechanizované povaze války může malý tým výborně vycvičených vojáků s výhodou překvapení způsobit větší narušení schopnosti nepřítele bojovat než celá četa. Jeho myšlenkou bylo, aby malé týmy vojáků vycvičených k seskoku na padáku operovaly za nepřátelskými liniemi a získávaly zpravodajské informace, ničily nepřátelská letadla a útočily na jejich zásobovací a posilovací linie. Po setkání s Claudem Auchinleckem na Středním východě jeho plán schválilo vrchní velitelství armády. 

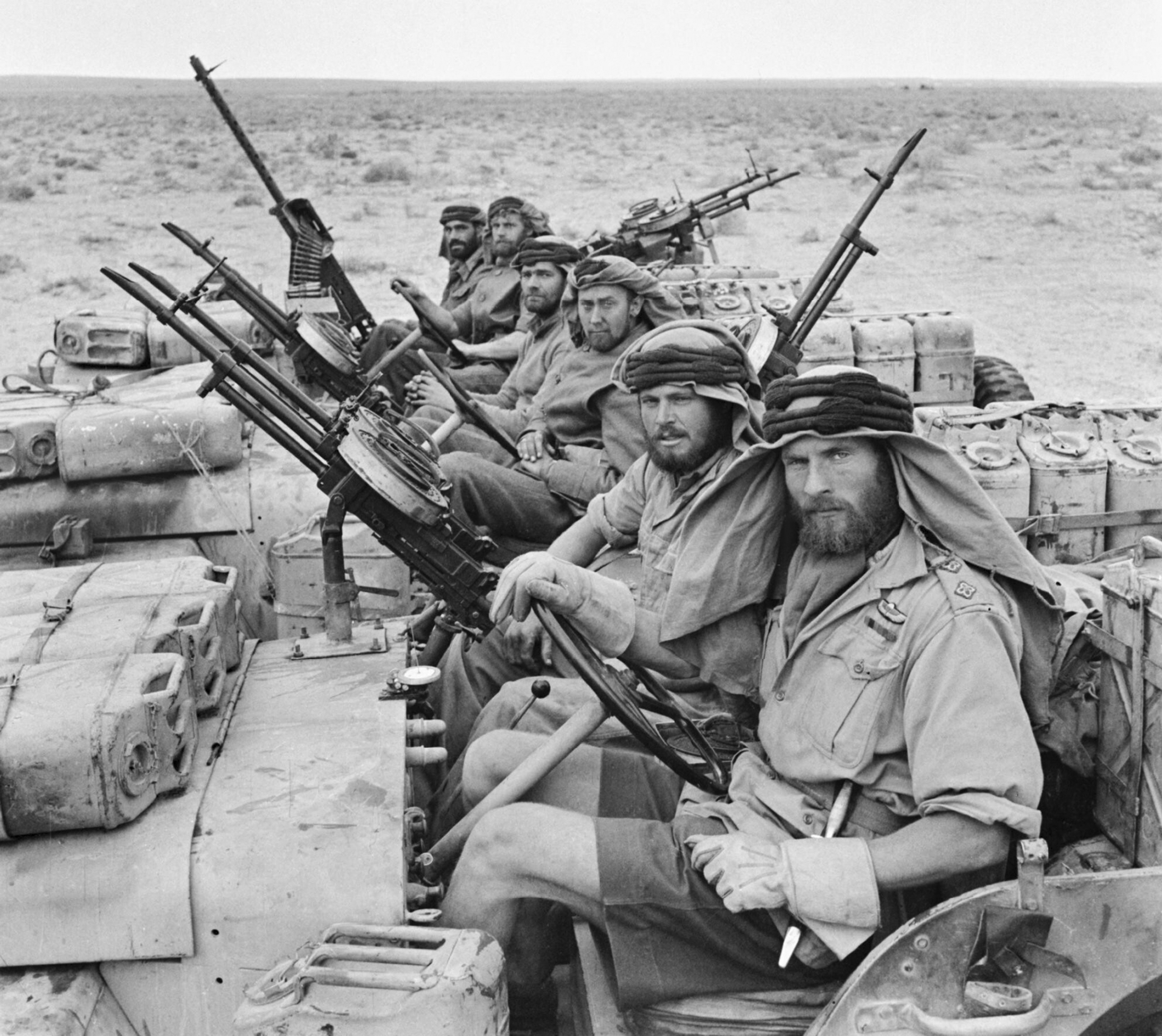
Britské SAS v severní Africe (1943), v džípech s namontovanými těžkými kulomety

Síla z počátku sestávala z pěti důstojníků a 60 dalších hodností. Po rozsáhlém výcviku v táboře Kabrit u řeky Nil podnikl oddíl L, brigáda SAS, své první operace v západní poušti. Stirlingova vize byla nakonec po sérii úspěšných operací ospravedlněna. V roce 1942 zaútočila SAS na Bouerat. Převáženy skupinou Long Range Desert Group (která od roku 1940 prováděla hluboké průniky, tajné průzkumné hlídky, zpravodajské mise a útoky za nepřátelskou linií) způsobili vážné škody v přístavu, nádržích s benzínem a skladovacích zařízeních. V březnu následoval nájezd na přístav Benghází s omezeným úspěchem, ale u Al-Berka poškodili 15 letadel. Nájezdy na krétská letiště v Heraklionu, Kasteli, Tympaki a Maleme v červnu 1942 způsobily značné škody a nájezdy na letiště Fuka a Mersa Matruh zničily 30 letadel.
Jednotky SAS operovaly i v Evropě. Zúčastnily se i vylodění v Normandii, kde prováděly vzdušné výsadky do severní Francie, kde se spojovali s místním protinacistickým odbojem a společně prováděli sabotážní akce proti železničním tratím, aby narušili zásobování jednotek umístěných na plážích v Normandii a tím pomohli úspěchu vylodění spojeneckých jednotek.

#### Chindité
V Barmské kampani Chindité, jejichž skupiny hloubkového průniku byly vycvičeny k operování ze základen hluboko v japonském týlu, obsahovaly komanda (Královský pluk (Liverpool), 142. rota Commandos) a Gurkhy. Jejich odbornost na džungli, která hráli důležitou roli v mnoha poválečných operacích britských speciálních jednotek, se za velkou cenu na životech naučili v džunglích Barmy bojujících proti Japoncům.

#### Rota vyvolených nesmrtelných
Bezprostředně po německé okupaci Řecka v dubnu až květnu 1941 řecká vláda uprchla do Egypta a začala vytvářet vojenské jednotky v exilu. Podplukovník letectva G. Alexandris navrhl vytvoření armádní jednotky po vzoru britských SAS. V srpnu 1942 byla pod velením majora kavalérie Antonios Stefanakis v Palestině zformována Rota vyvolených nesmrtelných s 200 muži. V roce 1942 byla jednotka přejmenována na Nedotknutelná banda. V úzké spolupráci s velitelem britského pluku SAS, podplukovníkem Davidem Stirlingem, se rota přesunula na základnu SAS v Qabritu v Egyptě, aby zahájila výcvik ve své nové roli. Jednotka speciálních sil operující pod britským velením bojovala po boku SAS v Západní poušti a v Egejském moři.

### Polsko
Během začátku Druhé světové války „zářijové kampaně” polská vláda nepodepsala kapitulaci, ale přesunula se do Paříže a potom do Londýna. Ve snaze dosáhnout svých cílů dala exilová vláda rozkazy polskému odboji a vytvořila v Británii speciální vojenskou jednotku s vojáky zvanými Cichociemni („tišší a neviditelní”) výsadkáři, kteří byli nasazení do Polska. Cichociemni byli cvičení podobně jako britské speciální jednotky, přičemž učební osnovy se lišily podle specializace každého vojáka. Jejich úkolem při nasazení v Polsku bylo udržovat struktury polského státu a cvičit členy odboje v boji proti německým okupantům. To zahrnovalo účast ve Varšavském povstání.

### Austrálie
Na základě doporučení Britů začala Austrálie shromažďovat speciální jednotky. První jednotky, které byly vytvořeny, byly nezávislé roty, které začaly cvičit na Wilsonově výběžku ve Victorii na začátku roku 1941 pod vedením britských instruktorů. Se založením 17 důstojníků a 256 mužů byly nezávislé roty vycvičeny jako síly „zůstaňte vzadu”, což byla role, kterou později použili proti Japoncům v oblasti jihozápadního Pacifiku v letech 1942–43, zejména v boji proti partyzánské kampani v Timoru stejně jako akce na Nové Guineji. Celkem bylo vytvořeno 8 nezávislých rot, než byly v polovině roku 1943 reorganizovány na velitelské eskadry a umístěny pod velení divizích jezdeckých pluků, které byly přejmenovány na jezdecké komandové pluky. V rámci této struktury bylo postaveno celkem 11 komandových eskader.
Pokračovali v samostatném operování a během pozdějších fází války byli často přidělení na úrovni brigád, přičemž se účastnili bojů na Nové Guineji, Bougainville a Borneu, kde byli nasazení v úkolech dálkového průzkumu a v úkolech krytí boků. Kromě těchto jednotek vytvořili Australané také speciální jednotku Z a speciální jednotku M. Speciální jednotka M měla převážně za úkol shromažďování zpravodajských informací, zatímco speciální jednotka Z prováděla přímé akce. Jedna z jejich nejpozoruhodnějších akcí přišla jako součást operace Jaywick, ve které bylo v roce 1943 potopeno několik japonských lodí v singapurském přístavu. Druhý nálet na Singapur v roce 1944, známý jako operace Rimau, byl neúspěšný.

### Spojené státy americké

#### Office of Strategic Services (OSS)
Spojené státy vytvořily Office of Strategic Services (Úřad strategických služeb) během Druhé světové války pod vedením držitele Medaile cti Williama J. Donovana. Tato organizace byla předchůdcem Ústřední zpravodajské služby (CIA) a byla zodpovědná za zpravodajské a speciální mise. Elitní Divize zvláštních činností CIA je přímým potomkem OSS.

#### Marine Raiders
16. února 1942 aktivoval americká námořní pěchota prapor námořní pěchoty se specifickým účelem zajištění plážových předmostí a další speciální operace. Prapor se stal první moderní jednotkou speciálních operací USA. Prapor se stal známým jako Marine Raiders kvůli žádosti admirála Chestera Nimitze o “nájezdníky” na specifické frontě války.

#### U. S. Army Rangers
Historie speciálního vojáka U. S. Army Rangers sahá do 17.–19. století od vojenských jednotek jako U. S. Mounted Rangers, U. S. Rangers a Texas Rangers. Během Druhé světové války v polovině roku 1942 generálmajor Lucian Truscott z americké armády generálního štábu předložil návrh George Marshallovi, který byl kdysi pod vedením tehdejšího náčelníka generálního štábu, George C. Marshalla, by byli rekrutováni selektivně vycvičení vojáci Rangers pro nově zřízený prapor Army Rangers pro speciální operace.

#### 1. Jednotka speciálních služeb
Spojené státy a Kanada vytvořily 1. Jednotku speciálních služeb jako sabotážní lyžařskou brigádu pro operace v Norsku. Později známá jako Ďábelská brigáda” (a mystifikována německými vojáky jako “Černí ďáblové”) byla první jednotka speciálních služeb vyslána na okupované Aleutské ostrovy, Itálii a jižní Francii.

#### Merrillovy Maraudeři
Merrillovy Maraudeři byli po vzoru Chinditů a účastnili se podobných operací v Barmě. Koncem listopadu 1943 byly zformovány Alamo Scouts (Šestá armádní speciální průzkumná jednotka), aby prováděly průzkumné a nájezdové operace na dějišti jihozápadního Pacifiku pod osobní velením tehdejšího generálporučíka Waltera Kruegera, velícího generála šesté americké armády. Krueger si představoval, že Alamo Scouts, sestávající z malých týmů výborně vycvičených dobrovolníků, budou operovat hluboko za nepřátelskými liniemi, aby poskytovali zpravodajské informace a taktických průzkum před vyloďovacími operacemi Šesté americké armády.

#### Special Forces Tab
V roce 1983, téměř 40 let po konci Druhé světové války, vytvořila americká armáda kartu speciálních sil. Později bylo rozhodnuto, že vojáci s aspoň 120denní válečnou službou před rokem 1955 v určitých jednotkách, včetně Ďábelské brigády, Alamo Scouts a operačních skupin OSS, obdrží kartu za své služby ve Druhé světové válce a všechny je umístí v linii dnešních amerických speciálních sil a kanadských (přes Ďábelskou brigádu) speciálních jednotek.

### Síly Osy
Mocnosti Osy nepřijaly použití speciálních sil ve stejném měřítku jako Britové.

### Německo
Brandenburský pluk německé armády byl založen jako jednotka speciálních sil využívaná Abwehrem k infiltraci a průzkumu na dlouhé vzdálenosti v operaci Fall Weiss v roce 1939 a v kampaních Fall Gelb a Barbarossa v letech 1940 a 1941.
Později během války 502. Prapor SS Jäger, kterému velel Otto Skorzeny, zasel nepořádek za spojenecké linie špatným nasměrováním konvojů pryč z předních linií. Hrstka jeho mužů byla zajata Američany a rozšířila fámu, že Skorzeny vedl nájezd na Paříž, aby zabil nebo zaujal generála Dwighta Eisenhowera. Ačkoli to nebyla pravda, Eisenhower byl několik dní uzavřen ve svém sídle a Skorzeny byl označen za “nejnebezpečnějšího muže v Evropě”.

### Itálie
V Itálii byla Decima Flottiglia MAS zodpovědná za potopení a poškození značné britské tonáže ve Středozemním moři. Také tam byly další italské speciální jednotky jako A. D. R. A (Arditi Distruttori Regia Aeronautica). Tento pluk byl použit při náletech na spojenecké letecké základny a železnice v severní Africe v roce 1943. V jedné misi zničili 25 bombardérů B-17 Flying Fortress.

### Japonsko
Japonská císařská armáda poprvé nasadila armádní výsadky do boje během bitvy o Palembang na Sumatře v Nizozemské východní Indii dne 14. února 1942. Operace byla dobře naplánována, 425 mužů z 1. Výsadkového přepadového pluku obsadilo letiště Palembang, zatímco výsadkáři 2. Výsadkového přepadového pluku dobyli město a jeho důležitou rafinerii ropy. Parašutisté byli následně nasazeni v barmské kampani. 1. Kluzáková tanková rota byla založena v roce 1943 se čtyřmi lehkými tanky Type 95 Ha-Go. Parašutistické brigády byly organizovány do Teishin Shudan jako první přepadová jednotka na úrovni divize na hlavní japonské výsadkové základně letišti Karasehara, Kyūshū, Japonsko.
Stejně jako u podobných výsadkových jednotek vytvořených spojenci a dalšími mocnostmi Osy však japonské výsadkové jednotky trpěly nepřiměřeně vysokým počtem obětí a ztrát mužů, kteří vyžadovali tak rozsáhlý a náročný výcvik, omezila jejich operace pouze na ty nejkritičtější. Během filipínské kampaně byly dva pluky Teishin Shudan zformovány do 1. Přepadové skupiny, které velel generálmajor Rikichi Tsukada pod kontrolou Jižní expediční skupiny armád. Přestože byl strukturován jako divize, jeho schopnosti byly mnohem nižší, protože jeho 6 pluků mělo lidskou sílu ekvivalentní standardnímu pěšímu praporu a postrádal jakoukoliv formu dělostřelectva a musel se spoléhat na jednotky pro logistickou podporu. Její muži již nebyli cvičeni k seskoku na padácích, ale při přepravě se spoléhali na letadla.
Asi 750 mužů z 2. Přepadové brigády této skupiny bylo v noci 6. prosince 1944 přiděleno k útoku na americké letecké základny na Luzonu a Leyte. Letěli v transportních letounech Ki-57, ale většina letounů byla sestřelena. Asi 300 komand se podařilo přistát v oblasti Burauen na Leyte. Japonci zničili některá letadla a způsobili četné ztráty, než byli zničeni.

### Finové
Během Druhé světové války zorganizovala finská armáda a pohraniční stráž síly Sissi do jednotek průzkumných hlídek na dlouhé vzdálenosti (kaukopartio). Tyto jednotky byl přístupné pouze dobrovolníkům a operovaly daleko za nepřátelskými liniemi v malých týmech. Prováděli jak zpravodajské mise, tak přepady nepřátelských zásobovacích skladů nebo jiných strategických cílů. Obecně byly vysoce účinné. Například během bitvy u Ilomantsi byly sovětské zásobovací linie narušování do té míry, že sovětské dělostřelectvo nedokázalo využít svou obrovskou početní převahu nad finským dělostřelectvem. Jejich operace byly také klasifikovány jako tajné kvůli jejich politické citlivosti takových operací. Pouze autorizovaní vojenští historici mohli publikovat o jejich operacích; jednotliví vojáci si měli odnést své tajemství do hrobu. Slavným velitelem LRRP byl Lauri Törni, který později vstoupil do americké armády, aby cvičil americké vojáky ve speciálních jednotkách.

### Bangladéšská osvobozenecká válka (1971)
V červnu 1971, během bangladéšské osvobozenecké války, vyslala světová banka misi k pozorování situace ve východním Pákistánu. Mediální buňka pákistánské vlády šířila zprávy, že situace ve východním Pákistánu je stabilní a normální. Khaled Mosharraf, velitel sektoru Mukti Bahini, plánoval nasadit speciální komando. Úkolem týmu bylo provádět speciální operace typu komando a terorizovat Dháku. Hlavním cílem tohoto týmu bylo dokázat, že situace není ve skutečnosti není normální. Navíc Pákistán v té době očekával ekonomickou pomoc od Světové banky, o níž se předpokládalo, že bude vynaloženy na nákup zbraní. Plánem bylo, aby mise Světové banky pochopila skutečnou situaci východního Pákistánu a přestala schvalovat pomoc. Khaled spolu s A. T. M. Haiderem, dalším velitelem sektoru, vytvořili Crack četu. Zpočátku byl počet komand v četě 17, vycvičených v táboře Melaghar. Z Melagharu 4. června 1971 zamířila komanda Crack čety do Dháky a 5. června zahájila partyzánskou operaci. Později se počet komand zvýšil, četa se rozdělila a rozmístila v různých oblastech kolem města Dháka. Základními cíli Crack čety bylo demonstrovat sílu Mukti Bahini, terorizující pákistánskou armádu a jejich spolupracovníky. Dalším hlavním cílem bylo dokázat mezinárodními společenství, že situace ve východním Pákistánu není normální. Tento komandový tým měl také za cíl inspirovat obyvatele Dháky, kteří byli často oběťmi zabíjení a mučení. Crack četa tyto cíle úspěšně splnila. Mise Světové banky ve své zprávě jasně popsala nebezpečnou situaci panující ve východním Pákistánu a vyzvala k ukončení vojenského režimu ve východním Pákistánu. Crack četa provedla několik úspěšných a důležitých operací. Dodávka energie v Dháce byla zdevastována, což způsobilo vážné problémy pákistánské armádě a vojenské správě v Dháce.

### Moderní speciální jednotky

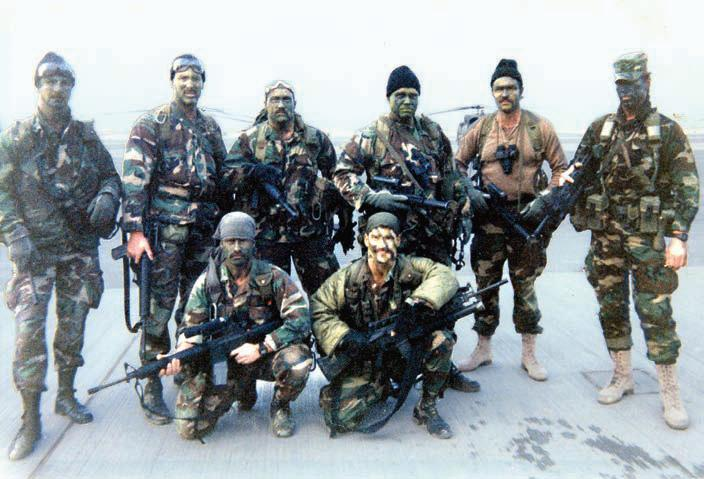
Příslušníci Zelených baretů těsně před průnikem do Iráku, únor 1991

Admirál William H. McRaven, dříve devátý velící důstojník Velitelství speciálních operací USA (2011–2014), popsal dva přístupy k operacím speciálních sil v prohlášení o postoji v roce 2012 Výboru pro ozbrojené síly Senátu USA: “Přímý přístup je charakterizován technologicky umožňovanou přesnou akcí malých jednotek, cíleným zpravodajstvím a meziagenturní spoluprací integrovanou na digitálně propojeném bojišti”, zatímco “nepřímý postup zahrnuje posílení sil hostitelské země, poskytování vhodné pomoci humanitárním agenturám a zapojení klíčových populací”. Prvky národní moci musí být rozmístěny ve shodě, aniž by se příliš spoléhaly na jedinou schopnost, jako jsou speciální síly, které ponechají celé síly nepřipravené a prázdné v celém spektru vojenských operací.
V průběhu druhé poloviny 20. století a do 21. století se speciální jednotky dostaly do popředí zájmu, protože vlády zjistily, že cílů může být někdy lépe dosaženo malým týmem anonymních specialistů, než větším a politicky kontroverznějším konvenčním nasazením. V Kosovu i Afghánistánu bylo ke koordinaci aktivit mezi partyzány a letectvem využívány speciální jednotky. 

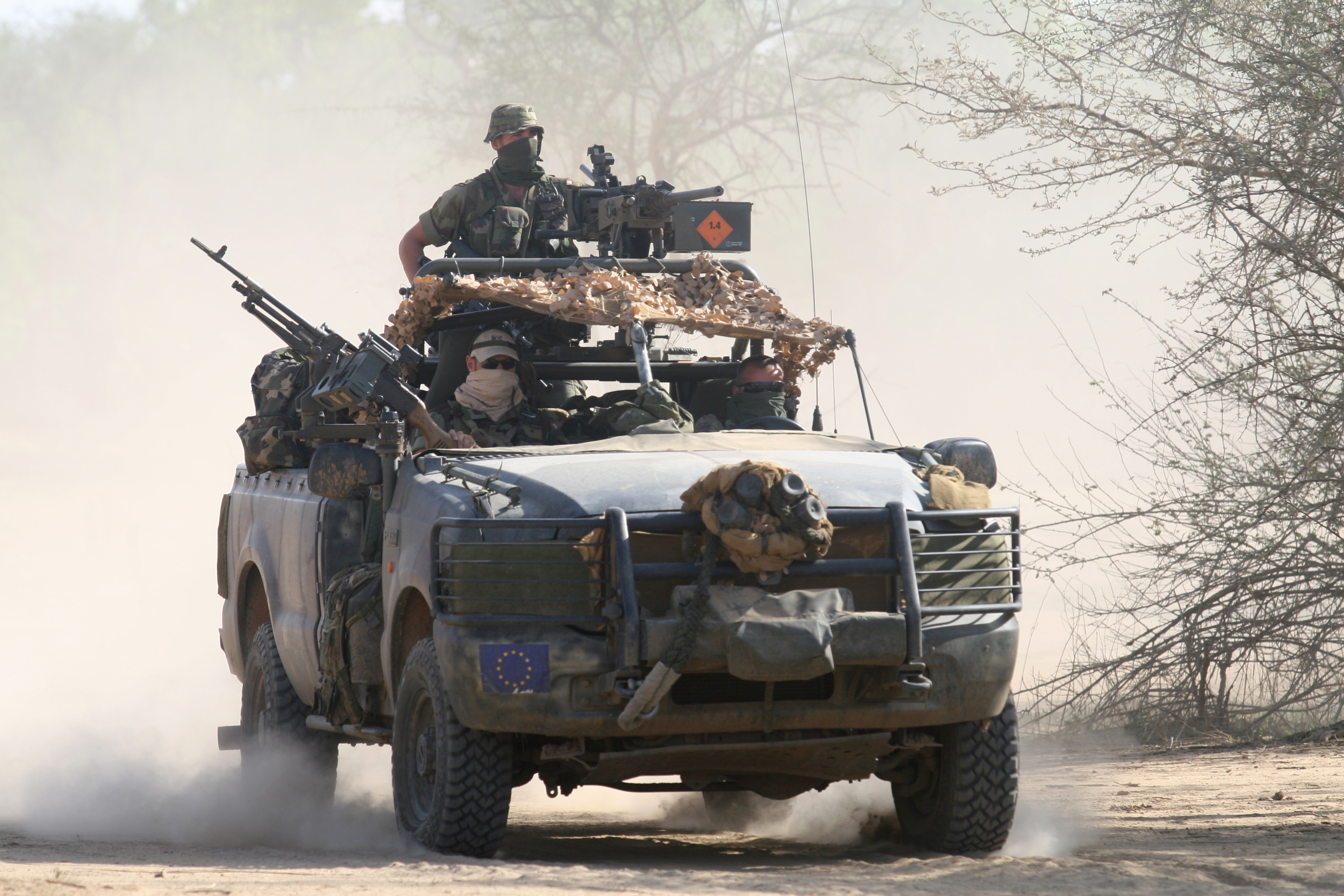
Příslušníci irských Army Rangers Wing během hlídky v Čadu, 2008

Typicky, partyzánští bojovníci by napadali nepřátelské vojáky a tanky přimět k pohybu, kde by byli vidět a mohli být napadeni ze vzduchu. 

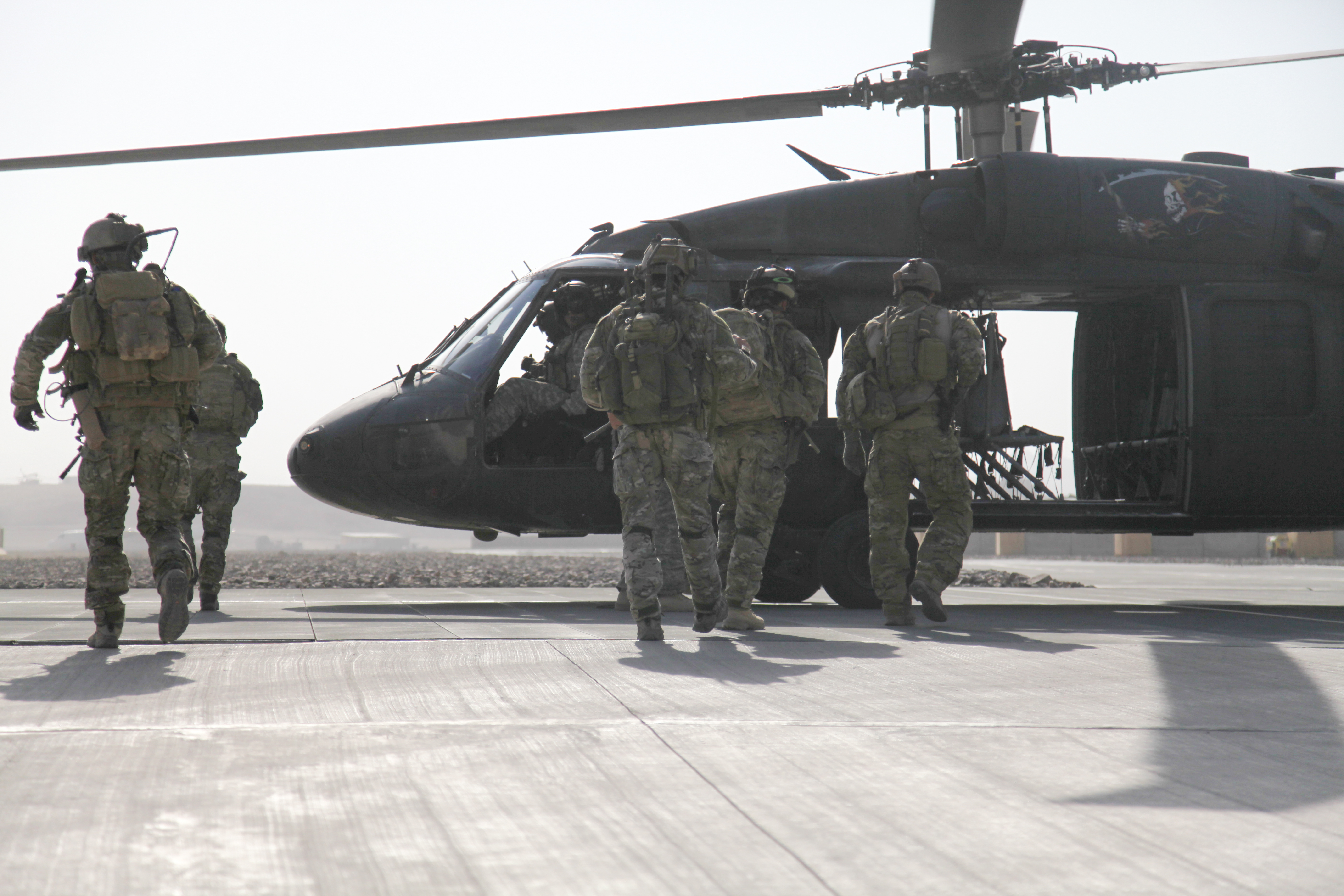
Příslušníci australských speciálních jednotek nastupují do vrtulníku UH-60 Blackhawk, 2010

Speciální síly byly použity ve vojenských i mírových vojenských operacích, jako je Laoská občanská válka, Bangladéšská osvobozenecká války – 1971, válka ve Vietnamu, portugalská koloniální válka, válka na jihoafrických hranicích, válka o Falklandy, problémy v Severním Irsku, První a Druhá válka v Perském zálivu, Afghánistán, Chorvatsko, Kosovo, Bosna, první a druhá čečenská válka, obléhání iráckého velvyslanectví (Londýn) let Air France 8969 (Marseille), operace obranný štít, operace Khukri, osvobození rukojmích v moskevském divadle, Operace Orchard, nálet na areál Usámy bin Ládina v Pákistánu, útok indické linie kontroly v roce 2016 na indickou protipovstaleckou operaci v Maynmaru v roce 2015 a Barisha Raid v Sýrii v roce 2019.
Americká invaze do Afghánistánu zahrnovala speciální jednotky z několika koaličních zemí, které sehrály hlavní roli při odstranění Tálibánu od moci v letech 2001–2002. Speciální síly nadále hráli roli proti Talibánu v následných operací až do stažení koaličních vojsk z Afghánistánu v roce 2021.
Vzhledem k tomu, že v některých zemích se ruší genderová omezení, ženy se ucházející o službu u jednotek speciálních sil a v roce 2014 norské jednotky speciálních operací založili čistě ženskou jednotku Jegertroppen (česky: Lovecká četa).

### Jednotky nejvyšší úrovně
jedná se o největší úroveň vojenských speciálních sil, stejně jako o nejvycvičenější a nejtajnější jednotky. Příkladem mohou být jednotky speciálních operací Austrálie a amerických speciálních operačních sil.

## Celní speciální jednotky
- Skupina operativního nasazení – SON (speciální jednotka Celní správy ČR)
- Zentrale Unterstützungsgruppe Zoll – ZUZ (speciální jednotka Celní správy SRN)

## Policejní speciální jednotky
- Special Weapons and Tactics – SWAT (Spojené státy americké)
- Groupe d'Intervention de la Gendarmerie Nationale – GIGN – zásahový útvar četnictva (Francie)
- Recherche, Assistance, Intervention, Dissuasion – RAID (Francie)
- Útvar rychlého nasazení – URNA – útvar PČR (Česko)
- GSG 9 – Speciální jednotka Spolkové policie SRN
- GIS – Speciální jednotka italského četnictva – Carabinieri (Itálie)

## Armádní speciální jednotky
- Sajeret – označení pro speciální jednotky Izraelských obranných sil
- Specnaz – označení pro speciální jednotky bývalého Sovětského svazu a některých jeho nástupnických zemí, například Ruské federace
- 1st Special Operational Detachment-Delta – Delta Force (Spojené státy americké)
- Special Forces – Zelené barety (Spojené státy americké)
- 75th Ranger Regiment – U.S. Army Rangers (Spojené státy americké)
- 160th Special Operations Aviation Regiment – 160. letecký pluk zvláštních operací (výsadkový) (Night Stalkers) (Spojené státy americké)
- GROM (Jednostka Wojskowa GROM im. Cichociemnych Spadochroniarzy Armii Krajowe)  –  Polsko
- Special Air Service – SAS (Spojené království)
- 601. skupina speciálních sil – 601. skss[5] – součást AČR (Česko)
- 102. průzkumný prapor[6] – součást AČR (Česko)
- 5. pluk špeciálneho určenia – součást Ozbrojených sil Slovenské republiky (Slovensko)
- Jagdkommando (Rakousko)
- Kommando Spezialkräfte – KSK (Německo)